# Олд-Оттава-Ист

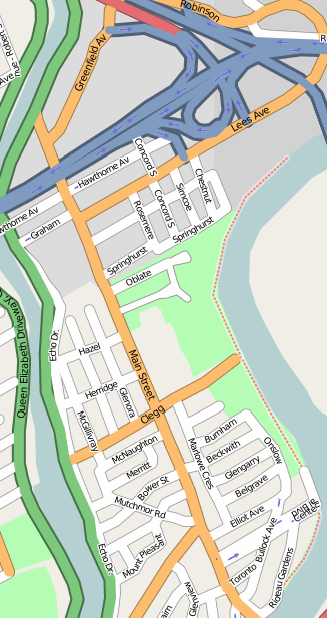
Старая Восточная Оттава

Старая Восточная Оттава, англ. Old Ottawa East, в просторечии Восточная Оттава, англ. Ottawa East (не путать с Ист-Эндом к востоку от реки Ридо) — район г. Оттава, Канада. Расположен непосредственно к югу от Николас-стрит, между каналом Ридо и рекой Ридо. Южную границу образуют Мэйн-стрит и Ривердейл-авеню, за которыми находится район Старая Южная Оттава. К северу расположен район Сэнди-Хилл. К востоку и юго-востоку, за рекой Ридо, расположены соответственно Овербрук и Ривервью. К западу, за каналом Ридо, находятся Сентртаун и Глиб.
Этот небольшой район изначально был пригородным и носил название Арчвиль (Archville). Включён под названием Оттава-Ист (Восточная Оттава) в состав городской черты в 1888 г. в статусе деревни, в 1907 г. окончательно присоединён к городу.
В состав Старой Восточной Оттавы входит небольшой район Лис-авеню, чья высотная застройка резко контрастирует с выполненными в традиционном стиле одно-двухэтажными зданиями Старой Восточной Оттавы.
Через центр района проходит Мэйн-стрит (Main Street), одна из наиболее оживлённых торговых улиц Оттавы, где раньше находилась старая городская ратуша. В этом же районе расположены Университет Святого Павла, Альтернативная школа Лэди Ивлин, Школа для взрослых Святого Николая, Старшая школа Непорочной девы (Immaculata High School).
В 2006 г. население района составляло 4907 человек.